# Калинівська сільська громада
Калинівська сільська об'єднана територіальна громада — колишня об'єднана територіальна громада в Україні, в Єланецькому районі Миколаївської області. Адміністративний центр — село Калинівка.
Утворена 30 липня 2018 року шляхом об'єднання Калинівської та Маложенівської сільських рад Єланецького району.
15 квітня 2020 року Кабінет Міністрів України затвердив перспективний план формування територій громад Миколаївської області, в якому Калинівська ОТГ відсутня, а Калинівська та Маложенівська сільські ради включені до Єланецької ОТГ.

## Населені пункти
До складу громади входять 8 сіл: Богодарівка, Веселий Поділ, Водяне, Калинівка, Кам'янка, Маложенівка, Новоолександрівка та Уральське.